# Kolmosluodot
Kolmosluodot är en ö i Finland. Den ligger i sjön Isojärvi och i kommunen Påmark i den ekonomiska regionen  Björneborgs ekonomiska region  och landskapet Satakunta, i den sydvästra delen av landet, 240 km nordväst om huvudstaden Helsingfors. Öns area är 3,2 hektar och dess största längd är 350 meter i nord-sydlig riktning.  Notera att namnet antyder att det är fråga om flera öar.